# Hidatóda

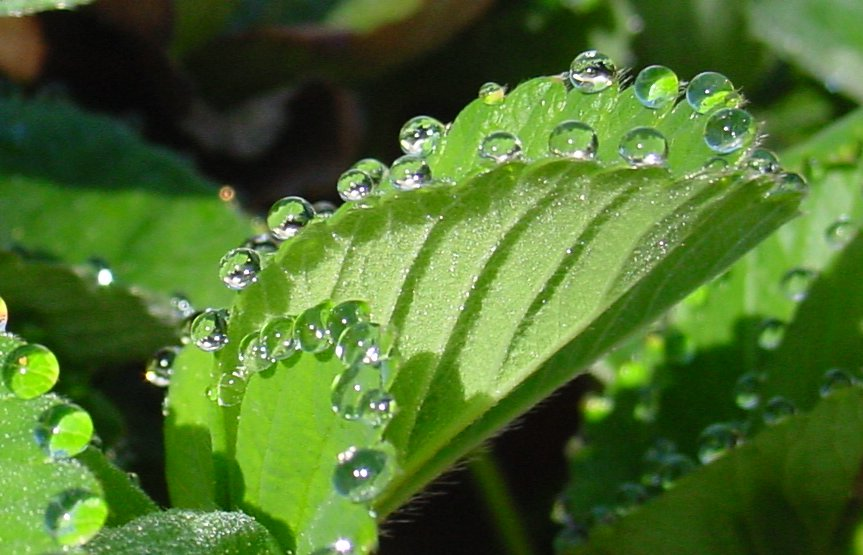
Guttáció szamóca levelén

A hidatóda (hydathoda) vagy víznyílás egyes edényes növények (általában zárvatermők) levelének epidermiszén – általában a levelek szélén vagy csúcsán – található, cseppfolyós víz kiválasztására (guttációra) képes nyílás. A szőlő ágkacsán is található hidatóda. A hidatódákon keresztül a növények akkor is kiválaszthatnak vizet, amikor a párologtatás gátolt, például a magas páratartalom miatt. Ez általában reggel történik, mivel éjjel kisebb a transzspirációs vízvesztés, és a gyökérnyomás által hajtott víztől meg kell szabadulnia a növénynek.
A hidatóda valószínűleg a gázcserenyílás (stoma) módosulásával jött létre, azonban azoktól eltérően a félhold alakú zárósejtek itt nem szabályozzák a nyílás méretét, mindig nyitott állásban vannak. Edénynyaláb köti össze a növény vízszállító rendszerével. A hidatódákat kloroplasztiszmentes sejtek (epithema) övezik, melyek a folyadékot nyomás kifejtésével sejtközötti járatokon át juttatják az epidermisz felszínére.
A hidatóda által kiválasztott folyadék nem tiszta víz, hanem xilémnedv eredetű, így sókat, cukrokat és más, vízben oldott szerves összetevőket is tartalmaz. Ezek néha fehér porszerű anyag formájában kikristályosodnak a levelek szélein. Ez különösen látványos a magas sótartalmú élőhelyek halofita növényei esetén, melyek hidatódáit sómirigyeknek is nevezik.

## Fordítás
- Ez a szócikk részben vagy egészben a Hydathode című angol Wikipédia-szócikk ezen változatának fordításán alapul.  Az eredeti cikk szerkesztőit annak laptörténete sorolja fel. Ez a jelzés csupán a megfogalmazás eredetét és a szerzői jogokat jelzi, nem szolgál a cikkben szereplő információk forrásmegjelöléseként.